# Clivina impressifrons
Clivina impressifrons är en skalbaggsart som beskrevs av Leconte 1844. Clivina impressifrons ingår i släktet Clivina och familjen jordlöpare. Inga underarter finns listade i Catalogue of Life.